# Subdelegación del Gobierno en Badajoz
La Subdelegación del Gobierno en Badajoz es el organismo de la Administración Pública de España, dependiente de la Secretaría de Estado para las Administraciones Territoriales y la Delegación del Gobierno en Extremadura, perteneciente al Ministerio de la Presidencia y para las Administraciones Territoriales, encargado de ejercer la representación del Gobierno de España en la provincia de Badajoz.

## Sede
Su sede se encuentra en la ciudad de Badajoz, en el número 4 de la Avenida de Huelva. Comparte la misma sede con la Delegación del Gobierno en la Comunidad Autónoma de Extremadura.

## Subdelegados del Gobierno en Badajoz
El organismo está dirigido por el subdelegado del Gobierno, dependiente orgánicamente del delegado del Gobierno.
La actual subdelegada del Gobierno de España en la provincia de Badajoz es María Isabel Cortés Gordillo.